# Alt-Wien (opérette)
 (février 2024).
Si vous disposez d'ouvrages ou d'articles de référence ou si vous connaissez des sites web de qualité traitant du thème abordé ici, merci de compléter l'article en donnant les références utiles à sa vérifiabilité et en les liant à la section « Notes et références ».
Alt Wien est une opérette en trois actes d'Emil Stern d'après la musique de Joseph Lanner, sur un livret de Gustav Kadelburg (de), Julius Wilhelm et Michail Alexandrowitsch Weikone.

## Synopsis
Vienne au temps du Biedermeier, vers 1840.
Premier acte
Une cour romantique
Andreas Stöckl a réalisé un vœu qui lui tenait à cœur depuis longtemps : il est devenu propriétaire d'un Heuriger, qui est bien accueilli par les citoyens viennois. Ils y viennent nombreux pour voir sa fille adoptive Lini qui les divertit avec ses chansons. La jeune fille ne sait qu'elle a été adoptée. Elle et son ami Franz Stelzer ont mutuellement juré un amour éternel. Franz fait actuellement son service militaire. Lorsque Franz revient voir Lini, les deux amants s'accueillent chaleureusement. Soudain entre le commissaire Prohaska avec le comte von Tutzing. Lors d'un interrogatoire, Stöckl doit avouer que Lini n'est pas sa fille naturelle. Le comte affirme qu'il s'agit de sa fille et apporte des éléments le prouvant. Un peu à contrecœur, Lini va avec le comte, au grand dam de son ami Franz.
Deuxième acte
Un appartement du château du comte
Dans son nouveau quartier chic, Lini ne peut pas se faire des amis. Cela ne dérange pas le comte ; mais Philomène, sa sœur, se fait du souci. Elle fait en sorte que Lini rompe le serment avec Franz et oublie ses anciens amis. Lorsqu'ils passent devant sa fenêtre, les souvenirs de Lili la submergent.
Le comte souhaite plus que tout intégrer Lini dans sa famille. Mais à la vue de nombreux gens ordinaires, les parents du comte tournent leur nez.
Troisième acte
La terrasse du "Zum braunen Hirschen" au Prater
Stöckl et ses musiciens sont invités au "Zum braunen Hirschen" pour animer le restaurant. Soudain le comte von Tutzing fait son entrée et annonce que Lini ira dans un château en Bohême pour apprendre les bonnes manières. Puis vient une vieille dame qui semble vouloir s'adresser au jeune soldat Stelzer. Elle peut lui permettre que Lini échappe à sa nouvelle condition. Lorsque résonne la chanson préférée de Lini que reprend Franz, la jeune fille ne peut pas se retenir plus longtemps. Elle se met à chanter. Le comte découvre qui est vraiment la vieille dame. Le scandale semble poindre, quand entre le commissaire Prohaska qui vient annoncer que Lini n'est pas la fille du comte. Il perd tous ses espoirs d'en faire sa fille. Franz et Lini se prennent dans les bras.